# رفاه در اتریش
کمک‌های اجتماعی در اتریش یک حمایت دولتی برای تأمین حداقلی معاش افراد طبقه فقیر جامعه است. این کمک‌ها مشمول افرادی است که برای رسیدن به یک زندگی شایسته و انسانی نیاز به کمک و حمایت اولیه دارند.
هر یک از ۹ ایالت فدرال اتریش از طریق قانون حمایت اجتماعی خود، کمک‌های اجتماعی را تنظیم می‌کنند؛ بنابراین، قوانین به‌طور متفاوتی توسعه یافته‌اند و گاهی تفاوت‌های قابل توجهی دارند. اما به هر صورت حداقل معاش اجتماعی و فرهنگی به‌طور کلی به افراد اعطا می‌شود. از ۱ سپتامبر ۲۰۱۰، به عنوان یک سرویس مشترک تمام ایالتهای فدرال، تضمین حداقل حمایت از درآمد مبتنی بر نیازمندی را به عنوان جایگزینی برای کمک اجتماعی به اجرا درآوردند.
با این حال در Steiermark اما یک مدل دو طرفه اجرا می‌شود.
این مزایا همچنان مثل سابق با توجه به دستورالعمل کمک‌های اجتماعی داده خواهد شد. به بیان دقیق تر به افرادی که دارای کارت قرمز سفید قرمز یا از لحظ درآمد تحت پوشش دولت هستند مثل شهروندان، شهروندان اروپایی، پناهجویان و غیره.

## محتوی
قوانین ۹ فدرال برای خدمات زیر مشابه هستند:
- مزایای نقدی برای تأمین نیاز زندگی
- کمک در شرایط خاص (بدون حق قانونی)
- خدمات اجتماعی (بدون حق قانونی)

1. ↑   https://www.parlament.gv.at/PAKT/VHG/XXVI/ME/ME_00104/index.shtml. {{cite web}}: Missing or empty |title= (help)